# Flecha Valona 1992
La Flecha Valona 1992 se disputó el 15 de abril de 1992, y supuso la edición número 57 de la carrera. El ganador fue el italiano Giorgio Furlan. El francés Gérard Rué y el también italiano Davide Cassani completaron el podio, siendo respectivamente segundo y tercero.

## Clasificación final
| Pos. | Ciclista             | Equipo      | Tiempo   |
| ---- | -------------------- | ----------- | -------- |
| 1    | Giorgio Furlan       | Ariostea    | 5h29'22" |
| 2    | Gérard Rué           | Castorama   | a 9"     |
| 3    | Davide Cassani       | Ariostea    | a 16"    |
| 4    | Viacheslav Yekímov   | Panasonic   | s.t.     |
| 5    | Pedro Delgado        | Banesto     | a 23"    |
| 6    | Atle Kvålsvoll       | Z           | a 30"    |
| 7    | Luc Roosen           | Tulip Comp. | a 44"    |
| 8    | Steven Rooks         | Buckler     | a 58"    |
| 9    | Moreno Argentin      | Ariostea    | a 1'05"  |
| 10   | Frank Van Den Abeele | Lotto       | s.t.     |